# 높새바람
높새바람은 일종의 푄 현상으로, 한국에서 늦봄부터 초여름에 걸쳐 동해안에서 태백산맥을 넘어 서쪽 사면으로 부는 북동 계열의 바람이다. 강원도·경상북도 지방에서는 샛바람이라고도 한다. 높새 바람은 매우 건조하여, 농작물과 풀잎의 끝을 마르게 하는데, 심한 경우에는 말라 죽게 되는 수도 있다. 높새바람은 한반도 북동쪽의 오호츠크해에서 발달한 오호츠크해 기단이 한반도까지 세력을 미칠 때 나타나게 된다.

## 원인과 피해
바람받이 사면(태백산맥의 동쪽, 영동 지방) 쪽에서 서쪽으로 공기가 불어올라갈 때에 수증기가 응결되어 비나 눈을 내리면서 상승하게 되는데, 이때 고도가 높아지면서 기온은 대략 고도 100m당 약 0.5°C 정도가 내려간다. 그러나 바람받이 쪽의 산에서 비를 내리게 한 뒤 건조해진 공기가 태백산맥의 서쪽인 영서 지방 쪽으로 불어내리는 공기는 비열이 높은 수증기를 거의 비로 내린 상태이므로 비열이 낮아져서 100m당 약 1°C 정도로 기온이 상승한다. 태백산맥의 동쪽 사면(영동 지방)과 서쪽 사면(영서 지방)에서의 비열차에 의하여 산을 넘기 전부터 수증기가 포화된 공기의 경우 산을 넘기 전보다 기온이 상승하게 된다(1000m의 산을 넘을 때가 약 5°C, 2000m이면 약 10°C, 3,000m이면 약 15°C 정도). 결국 영서 지방 및 그 서쪽 지역에는 온도가 높고 건조한 바람이 불게 되고, 이 때문에 이상 고온 현상과 함께 비가 적게 내리게 되어 가뭄, 건열 등이 발생한다.

## 같이 보기
- 푄 현상

## 참고 자료
- 이 문서에는 다음커뮤니케이션(현 카카오)에서 GFDL 또는 CC-SA 라이선스로 배포한 글로벌 세계대백과사전의 내용을 기초로 작성된 글이 포함되어 있습니다.